# Eduard Lutz
Eduard Lutz (* 11. Mai 1856 in Elpenrod; † 15. Dezember 1915 in München) war ein hessischer Gutsbesitzer und Politiker (HBB) und Abgeordneter der 2. Kammer der Landstände des Großherzogtums Hessen.
Eduard Lutz war der Sohn des Gutsbesitzer Karl Lutz und dessen Ehefrau Ida, geborene Bayer. Lutz, der evangelischen Glaubens war, war Gutsbesitzer in Elpenrod und heiratete Auguste geborene Geier.
Von 1908 bis zu seinem Tod 1915 gehörte er der Zweiten Kammer der Landstände an. Er wurde für den Wahlbezirk Oberhessen 6/Grünberg gewählt. Nach seinem Tod rückte Ferdinand Werner für ihn in den Landtag nach.